# La Cucaracha (1998)
La Cucaracha é um filme de drama americano, lançado em 1998, com Eric Roberts e Joaquim de Almeida.
Foi eleito o Melhor Filme do Austin Film Awards em 1998.
Recebeu algumas críticas positivas com pontuação de 67% em 9 de fevereiro de 2010 no site de análises agregadas Rotten Tomatoes. O crítico de cinema Roger Ebert, do Chicago Sun-Times, concedeu a La Cucaracha três estrelas em quatro, chamando-o de "pequeno filme intrigante e cheio de estilo". Marc Savlov, do The Austin Chronicle, concedeu ao filme três estrelas e meia, elogiando o "roteiro brilhante de McManus" e chamando o filme de uma "joia menor".

## Sinopse
Conta a história de Walter Pool (Eric Roberts), escritor, que recebe uma oferta de 100.000 dólares para matar um assassino de crianças procurado. Walter precisa de dinheiro desesperadamente por muitas razões, não menos do que é o fato de que é apaixonado por uma mulher e se sente como se não tivesse nada a oferecer a ela. Ele aceita a oferta apenas para descobrir que a tarefa de matar outra pessoa é muito mais difícil do que pensava, principalmente quando se constata que sua vítima não é realmente um assassino de crianças.